# Santa Helena kommun, Santa Catarina
Santa Helena är en kommun i Brasilien.   Den ligger i delstaten Santa Catarina, i den södra delen av landet, 1 400 km söder om huvudstaden Brasília. Antalet invånare är 2 382.
Omgivningarna runt Santa Helena är en mosaik av jordbruksmark och naturlig växtlighet. Runt Santa Helena är det ganska glesbefolkat, med 31 invånare per kvadratkilometer.